# Aire d'attraction de Vaison-la-Romaine
L'aire d'attraction de Vaison-la-Romaine est un zonage d'étude défini par l'Insee pour caractériser l’influence de la commune de Vaison-la-Romaine sur les communes environnantes. Publiée en octobre 2020, elle se substitue à l'aire urbaine de Vaison-la-Romaine, qui comportait 4 communes dans le zonage de 2010.

## Définition
L'aire d'attraction d'une ville est composée d’un pôle, défini à partir de critères de population et d’emploi ainsi que d’une couronne constituée des communes dont au moins 15 % des actifs travaillent dans le pôle. Le pôle d’attraction constitue ainsi un point de convergence des déplacements domicile-travail,.

## Géographie
L’aire d'attraction de Vaison-la-Romaine est une aire inter-régionale qui comporte 14 communes : 13 situées en Vaucluse et 1 dans la Drôme (Mérindol-les-Oliviers). 

### Carte

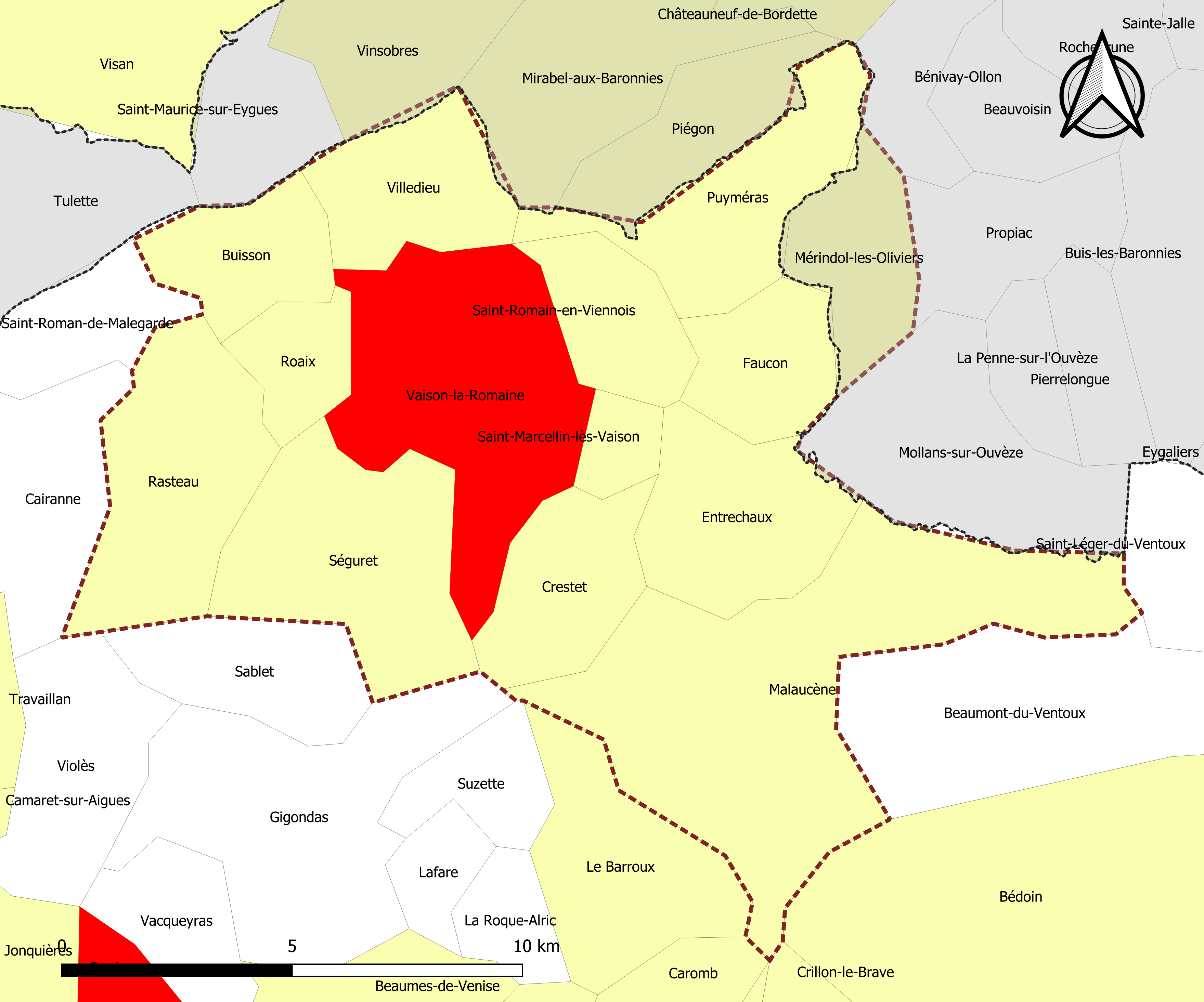
Carte de l'aire d'attraction de Vaison-la-Romaine.
Commune-centre
Commune de la couronne

### Composition communale
| Nom                                | Code Insee | Département | Statut                 | Superficie (km2) | Population (dernière pop. légale) | Densité (hab./km2) | Modifier                                    |
| ---------------------------------- | ---------- | ----------- | ---------------------- | ---------------- | --------------------------------- | ------------------ | ------------------------------------------- |
| Vaison-la-Romaine (commune-centre) | 84137      | Vaucluse    | commune-centre         | 26,99            | 5 920 (2022)                      | 219                | modifier les données · modifier les données |
| Mérindol-les-Oliviers              | 26180      | Drôme       | commune de la couronne | 9,23             | 209 (2022)                        | 23                 | modifier les données · modifier les données |
| Buisson                            | 84022      | Vaucluse    | commune de la couronne | 9,49             | 256 (2022)                        | 27                 | modifier les données · modifier les données |
| Crestet                            | 84040      | Vaucluse    | commune de la couronne | 11,48            | 418 (2022)                        | 36                 | modifier les données · modifier les données |
| Entrechaux                         | 84044      | Vaucluse    | commune de la couronne | 14,91            | 1 164 (2022)                      | 78                 | modifier les données · modifier les données |
| Faucon                             | 84045      | Vaucluse    | commune de la couronne | 8,65             | 454 (2022)                        | 52                 | modifier les données · modifier les données |
| Malaucène                          | 84069      | Vaucluse    | commune de la couronne | 45,33            | 2 759 (2022)                      | 61                 | modifier les données · modifier les données |
| Puyméras                           | 84094      | Vaucluse    | commune de la couronne | 14,59            | 584 (2022)                        | 40                 | modifier les données · modifier les données |
| Rasteau                            | 84096      | Vaucluse    | commune de la couronne | 18,81            | 791 (2022)                        | 42                 | modifier les données · modifier les données |
| Roaix                              | 84098      | Vaucluse    | commune de la couronne | 5,83             | 622 (2022)                        | 107                | modifier les données · modifier les données |
| Saint-Marcellin-lès-Vaison         | 84111      | Vaucluse    | commune de la couronne | 3,56             | 335 (2022)                        | 94                 | modifier les données · modifier les données |
| Saint-Romain-en-Viennois           | 84116      | Vaucluse    | commune de la couronne | 9,00             | 860 (2022)                        | 96                 | modifier les données · modifier les données |
| Séguret                            | 84126      | Vaucluse    | commune de la couronne | 21,04            | 773 (2022)                        | 37                 | modifier les données · modifier les données |
| Villedieu                          | 84146      | Vaucluse    | commune de la couronne | 11,38            | 480 (2022)                        | 42                 | modifier les données · modifier les données |

## Démographie
Cette aire est catégorisée dans les aires de moins de 50 000 habitants, une catégorie qui regroupe 12,2 % de la population au niveau national,.